# Vera Voronina
Vera Voronina (ryska: Вера Воронина), född 1905 i Kiev i dåvarande Kejsardömet Ryssland, död 1942, var en rysk-tysk skådespelare. Hon flydde till Berlin efter ryska revolutionen där hon arbetade som modell och i mindre filmroller.
År 1927 flyttade hon till Los Angeles där hon spelade in några filmer för Paramount. Stumfilmseran var på upphällning och Voronina talade dålig engelska så hon återvände till Berlin där hon snart föll i glömska.

## Filmografi (urval)
- 1929 - Aufruhr des Blutes
- 1929 - Wer wird denn weinen, wenn man auseinandergeht?
- 1929 - Vererbte Triebe: Der Kampf ums neue Geschlecht
- 1928 - G'schichten aus dem Wienerwald
- 1928 - The Patriot
- 1927 - Time to Love
- 1927 - The Whirlwind of Youth
- 1926 – Hon, den enda